# Батицкий, Фёдор Николаевич
Фёдор Николаевич Батицкий (11.09.1916—18.05.1987) — комбайнёр Старо-Титаровской МТС Темрюкского района Краснодарского края. Герой Социалистического Труда (20.05.1952).

## Биография
Родился 11 сентября 1916 года в станице Старотитаровской Таманского отдела Кубанской области, ныне Темрюкского района Краснодарского края, в семье казака. Украинец.
После окончания 4 классов сельской школы и Ахтанизовской школы рабочей молодёжи, где и получил права на управление трактором и автомобилем, с 1932 года работал механизатором в Сенновской машинно-тракторной станции (МТС) до призыва на военную службу в 1939 году в Красную армию.
Участник Великой Отечественной войны с июля 1941 года. Боевое крещение получил в боях под городом Псковом, 28 июня 1942 года был ранен. После излечения дальнейший боевой путь с мая 1943 года прошёл шофёром 103-й фронтовой трофейной роты Трофейного управления 1-го Прибалтийского фронта. Неоднократно под артиллерийским и миномётным огнём противника вывозил боевую трофейную технику.
После демобилизации в 1946 году вернулся на родину и поступил работать во вновь организованную Старотитаровскую МТС механизатором- комбайнёром. По итогам работы в уборочную урожая 1948 и 1949 годов был награждён орденом Ленина. В 1951 году за 25 рабочих дней комбайном «Сталинец-6» он намолотил с убранной площади 8287 центнеров зерновых культур.
Указом Президиума Верховного Совета СССР от 20 мая 1952 года за достижение высоких показателей на уборке и обмолоте зерновых и масличных культур в 1951 году Батицкому Фёдору Николаевичу присвоено звание Героя Социалистического Труда с вручением ордена Ленина и золотой медали «Серп и Молот».
Этим же указом высокого звания были удостоены ещё двое комбайнёров Старо-Титаровской МТС Г. И. Шахов и Герой Советского Союза В. И. Головченко. Неоднократно становился участником Всесоюзной сельскохозяйственной выставки (ВСХВ). Избирался делегатом XX съезда КПСС (1956).
Проживал в родной станице Старотитаровской. Умер 18 мая 1987 года.

## Награды
- Герой Социалистического Труда (20.05.1952)
- Орден Ленина (21.05.1951)
- Орден Ленина (20.05.1952)
- Орден Отечественной войны II степени (11.03.1985)[3]
- Медаль «За боевые заслуги» (19.04.1944)[4]
- Медаль «За боевые заслуги» (15.03.1945)[5]
- Медаль Жукова (1994)
- Медаль «В ознаменование 100-летия со дня рождения Владимира Ильича Ленина» (6 апреля 1970)
- Медаль «За трудовую доблесть»
- Медаль «За трудовое отличие» (31.10.1957)
- Медаль «За победу над Германией в Великой Отечественной войне 1941—1945 гг.» (9 мая 1945[6])
- Юбилейная медаль «Двадцать лет Победы в Великой Отечественной войне 1941—1945 гг.» (7 мая 1965[7])
- Юбилейная медаль «Тридцать лет Победы в Великой Отечественной войне 1941—1945 гг.»[8]
- Медаль «Сорок лет Победы в Великой Отечественной войне 1941-1945 гг.»[9]
- Медаль «Ветеран труда»
- Медаль «30 лет Советской Армии и Флота»[10]
- Юбилейная медаль «40 лет Вооружённых Сил СССР»[11]
- Юбилейная медаль «50 лет Вооружённых Сил СССР» (26 декабря 1967[12])
- Юбилейная медаль «60 лет Вооружённых Сил СССР» (28 января 1978[13])
- Юбилейная медаль «70 лет Вооружённых Сил СССР» (28 января 1988[14])
- Знак МО СССР «25 лет Победы в Великой Отечественной войне» (24 апреля 1970[1])
- а также медалями ВСХВ

## Память
- На могиле Героя установлен надгробный памятник.
- Имя Героя золотыми буквами вписано на мемориальной доске в Краснодаре.
- Занесён в Книгу Почёта района и на аллею Трудовой Славы Темрюкского района.